# Hộ chiếu Việt Nam
Hộ chiếu Việt Nam là hộ chiếu được cấp cho công dân Việt Nam để đi lại quốc tế. Công dân Việt Nam mang hộ chiếu quốc gia được xuất cảnh, nhập cảnh qua các cửa khẩu của Việt Nam không cần thị thực. Hộ chiếu quốc gia là tài sản của Nhà nước Cộng hòa xã hội chủ nghĩa Việt Nam và được sử dụng thay thế Căn cước công dân. Cơ quan quản lý và cấp hộ chiếu cùng các giấy tờ đi lại quốc tế của Việt Nam là Cục Quản lý xuất nhập cảnh thuộc Bộ Công an.

## Lịch sử

Hộ chiếu ngoại giao và hộ chiếu công vụ của các nhà ngoại giao Việt Nam dân chủ cộng hòa và Cộng hòa miền Nam Việt Nam khi đi đàm phán Hiệp định Paris

Nghị định số 389/TTg ngày 27 tháng 10 năm 1959 quy định việc cấp hộ chiếu, do Thủ tướng Phạm Văn Đồng ký là văn bản pháp lý đầu tiên quy định về hộ chiếu Việt Nam. Chính phủ Việt Nam Dân chủ Cộng hòa quy định chặt chẽ về việc cấp hộ chiếu và quản lý hộ chiếu rất nghiêm ngặt. Các điều kiện của hộ chiếu như thời hạn, đối tượng được cấp, quy định về việc sử dụng chỉ được nới lỏng từ sau Đổi mới.
Nghị định số 389/TTg ngày 27 tháng 10 năm 1959 quy định việc cấp hộ chiếu có các quy định như sau:
| “ | - Điều 3: Hộ chiếu phổ thông có thể cấp riêng cho từng người hoặc cấp cho tập thể nhiều người đi thành đoàn. - Điều 4: Hộ chiếu chỉ cấp cho công dân nước Việt Nam dân chủ cộng hoà từ 18 tuổi chẵn trở lên. Những trẻ em dưới 12 tuổi chẵn cùng đi với cha mẹ hoặc người bảo hộ sẽ được ghi chung vào hộ chiếu của cha hoặc mẹ hoặc của người bảo hộ. Những người từ 12 đến 18 tuổi sẽ được cấp một loại giấy coi như hộ chiếu. - Điều 6: Hộ chiếu riêng cho từng người có thể cấp cho một thời hạn nhiều nhất là 3 năm và có thể được gia hạn một hay nhiều lần. Kể cả những lần gia hạn, thời hạn của hộ chiếu không được quá 5 năm kể từ ngày cấp hộ chiếu. - Hộ chiếu tập thể có thể cấp trong một thời hạn nhiều nhất là 18 tháng. - Nghị định số 53-CP ngày 8 tháng 10 năm 1960 quy định thêm "thời hạn của hộ chiếu cấp cho sinh viên Việt Nam đi học dài hạn có thể dài hơn, nhưng không được quá 10 năm kể từ ngày cấp hộ chiếu" - Điều 7: Hộ chiếu chỉ có giá trị để đi đến những nước có ghi trong hộ chiếu. - Điều 8: Mỗi khi xét cần, cơ quan cấp hộ chiếu có thể tuyên bố hộ chiếu hết giá trị và ra lệnh thu hồi hộ chiếu. Lệnh thu hồi hộ chiếu phải được thi hành ngay. Trong trường hợp khẩn cấp, cơ quan đại diện ngoại giao hoặc cơ quan lãnh sự của nước Việt Nam dân chủ cộng hoà ở nước ngoài có thể tạm giữ hộ chiếu lại và đề nghị cơ quan cấp hộ chiếu huỷ bỏ hộ chiếu ấy. - Điều 11: Khi ra đến nước ngoài, người mang hộ chiếu phải báo cho cơ quan đại diện ngoại giao hoặc cơ quan lãnh sự của nước Việt Nam dân chủ cộng hoà ở nước đó biết. - Điều 12: Khi ở nước ngoài về, trong thời hạn 7 ngày người mang hộ chiếu phải nộp lại cho cơ quan đã cấp hộ chiếu. | ” |

Nghị định số 38-CP ngày 22 tháng 2 năm 1966 quy định về việc cấp hộ chiếu công vụ và hộ chiếu phổ thông cho những người đi ra nước ngoài về việc công nêu các trường hợp không được cấp hộ chiếu ngoại giao, các trường hợp được cấp hộ chiếu phổ thông rất hạn chế, và cũng chỉ đi việc công mới được cấp hộ chiếu:
| “ | Điều 1: Hộ chiếu phổ thông cấp cho những người dưới đây đi ra nước ngoài về việc công: \| - Chuyên gia Việt Nam, - Phóng viên thông tấn xã, báo chí, đài phát thanh và phóng viên thường trú ở nước ngoài, - Lưu học sinh, thực tập sinh, nghiên cứu sinh, - Hội viên các hội nhà báo, nhà văn, hội chữ thập đỏ,… - Đoàn viên các đoàn nghệ thuật, thể thao, thể dục, các đoàn đi tham quan, nghiên cứu, \| - Đoàn viên các đoàn thể nhân dân đi công tác, - Cán bộ, nhân viên từ cán sự 4 trở xuống, - Cán bộ quân đội từ cấp trung úy trở xuống, - Cán bộ, nhân viên của các công ty thương mại. \| | ” |
| - Chuyên gia Việt Nam, - Phóng viên thông tấn xã, báo chí, đài phát thanh và phóng viên thường trú ở nước ngoài, - Lưu học sinh, thực tập sinh, nghiên cứu sinh, - Hội viên các hội nhà báo, nhà văn, hội chữ thập đỏ,… - Đoàn viên các đoàn nghệ thuật, thể thao, thể dục, các đoàn đi tham quan, nghiên cứu, | - Đoàn viên các đoàn thể nhân dân đi công tác, - Cán bộ, nhân viên từ cán sự 4 trở xuống, - Cán bộ quân đội từ cấp trung úy trở xuống, - Cán bộ, nhân viên của các công ty thương mại. |   |

Hơn 30 năm sau, Nghị định số 389/TTg năm 1959 mới hết hiệu lực và được thay thế bởi Nghị định Số 48-CP năm 1993 Về hộ chiếu và thị thực do Thủ tướng Phan Văn Khải ký. Nghị định này chính thức hợp pháp hóa những thủ tục xuất nhập cảnh đã được làm từ lâu nhưng không có văn bản pháp luật quy định, đồng thời thể hiện tinh thần hội nhập quốc tế và chính sách đã thông thoáng hơn rất nhiều về việc đi ra nước ngoài của công dân.

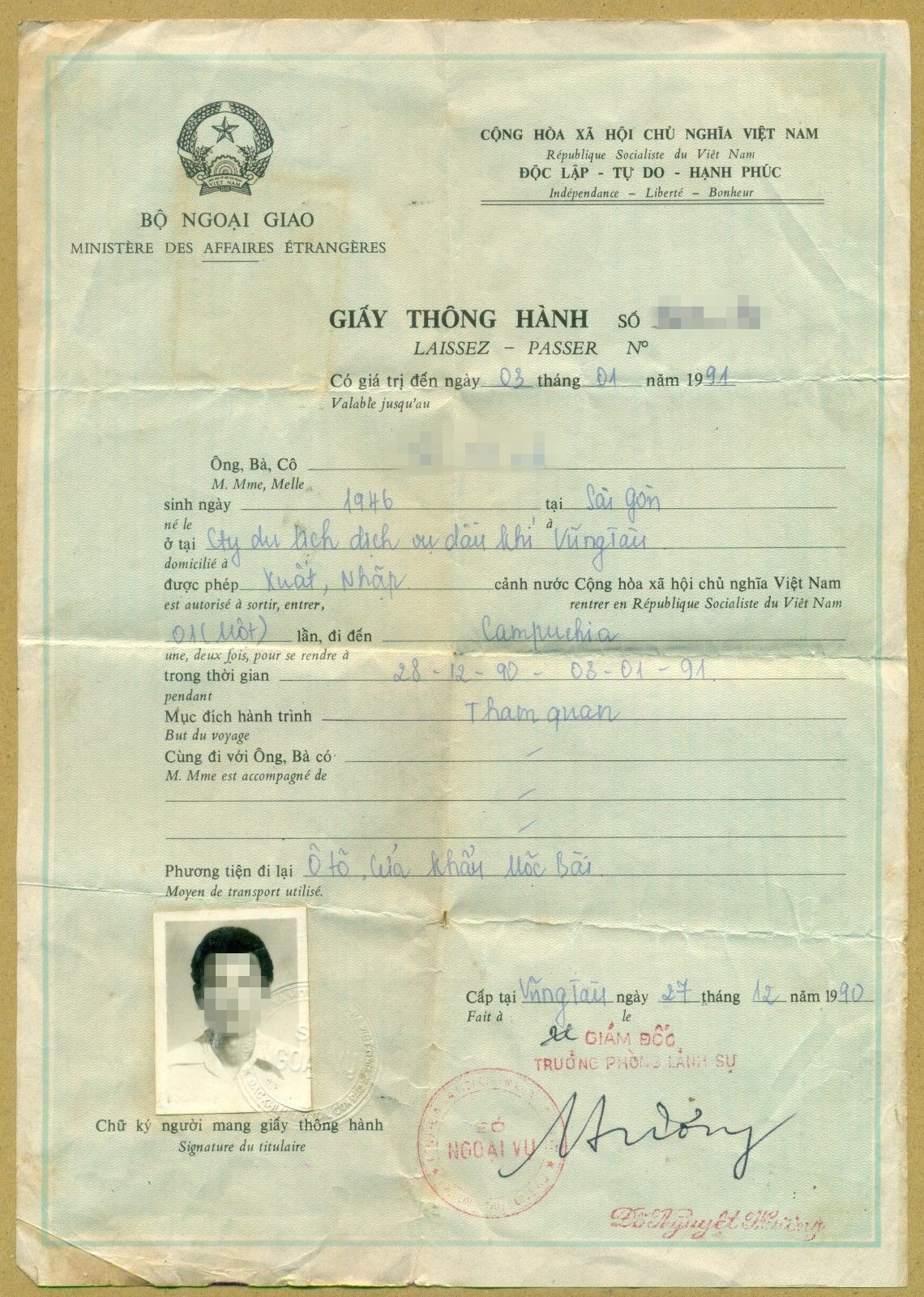
Giấy thông hành do Bộ ngoại giao cấp cho một người đi du lịch Campuchia năm 1990

| “ | - Điều 4 Khoản 1. Công dân Việt Nam được cấp hộ chiếu nếu có đủ các điều kiện sau: - Được cơ quan Nhà nước Việt Nam có thẩm quyền theo quy định của pháp luật cho phép xuất cảnh, nhập cảnh, quá cảnh; - Đủ 16 tuổi, tính đến ngày nộp đơn xin cấp hộ chiếu. Trẻ em dưới 16 tuổi đi cùng cha mẹ hoặc người đỡ đầu thì ghi tên và dán ảnh vào hộ chiếu của cha mẹ hoặc người đỡ đầu. Trường hợp cá biệt có thể cấp hộ chiếu phổ thông riêng cho trẻ em đi một mình. - Điều 3 Khoản 2. Thời hạn giá trị của hộ chiếu là 5 năm tính từ ngày cấp và có thể gia hạn một lần với thời gian không quá 3 năm. - Thời hạn giá trị của hộ chiếu cấp cho trẻ em dưới 16 tuổi là 3 năm tính từ ngày cấp và không được gia hạn. - Trong trường hợp cá biệt công dân Việt Nam có thể được cấp giấy thông hành để xuất cảnh hoặc nhập cảnh. Thời hạn giá trị của giấy thông hành là 3 tháng kể từ ngày cấp và chỉ được gia hạn một lần không quá 3 tháng. - Điều 7 Hộ chiếu phổ thông cấp cho những người sau: - Viên chức Nhà nước ra nước ngoài (không thuộc diện cấp hộ chiếu công vụ) để thực hiện các cam kết, hợp đồng ký kết giữa các tổ chức có tư cách pháp nhân của Việt Nam với các tổ chức tương đương của nước ngoài hay với các tổ chức quốc tế thuộc các lĩnh vực hợp tác kinh tế, văn hoá, báo chí, khoa học, công nghệ, đào tạo, lao động, chuyên gia - Những người do các doanh nghiệp, xí nghiệp (bao gồm doanh nghiệp Nhà nước, công ty cổ phần, công ty trách nhiệm hữu hạn, doanh nghiệp tư nhân và các tổ chức sản xuất, kinh doanh, liên doanh với nước ngoài) cử ra nước ngoài để thực hiện công việc kinh doanh, dịch vụ của các tổ chức đó. - Những người xuất cảnh về việc riêng như lao động, học tập, chữa bệnh, thăm thân nhân, du lịch, định cư... - Công dân Việt Nam định cư ở nước ngoài - Điều 9. Trong thời hạn 5 ngày (15 ngày đối với người đi việc riêng và 30 ngày đối với người đi định cư ở nước ngoài) kể từ ngày nhận đủ hồ sơ hợp lệ, các cơ quan phải hoàn thành việc cấp hộ chiếu cho đương sự. Nếu từ chối cấp hộ chiếu phải giải thích rõ lý do. Đương sự có quyền khiếu nại về việc từ chối cấp hộ chiếu đến Bộ trưởng Bộ Ngoại giao hoặc Bộ trưởng Bộ Nội vụ và Thủ tướng Chính phủ. - Điều 13 Khoản 2. Không thu hồi hộ chiếu khi về nước. Nếu lần xuất cảnh tiếp theo có sự thay đổi nhiệm vụ hoặc mục đích chuyến đi thì phải đổi hộ chiếu cho phù hợp. | ” |

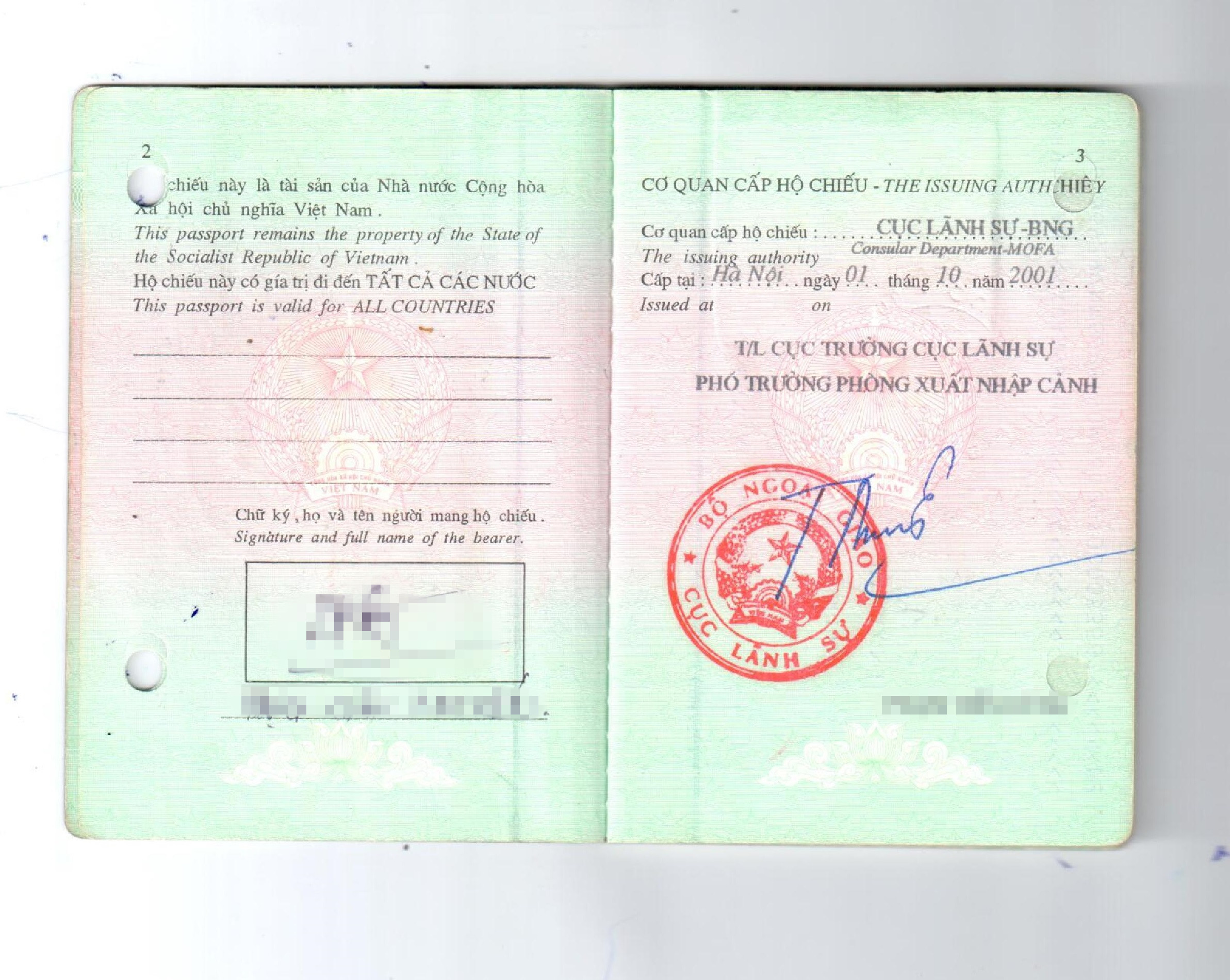
Hộ chiếu công vụ cấp năm 2001 bắt đầu có ghi: "Hộ chiếu này là tài sản của Nhà nước Cộng hòa xã hội chủ nghĩa Việt Nam. Hộ chiếu này có giá trị đi đến tất cả các nước"

Tuy nhiên việc được phép xuất cảnh và xin cấp hộ chiếu vẫn còn rất khó khăn. Nghị định số 24/CP ngày 24 tháng 03 năm 1995 của Chính phủ về thủ tục xuất cảnh, nhập cảnh quy định về việc quyết định cho xuất cảnh (tức là cấp hộ chiếu và thị thực xuất cảnh):
- Đối với cán bộ Nhà nước phải do Thủ trưởng cấp Bộ và tỉnh quyết định
- Đối với công dân bình thường phải do Bộ trưởng Bộ Nội vụ quyết định

Nghị định Số 05/2000/NĐ-CP của Chính phủ về xuất cảnh, nhập cảnh của công dân Việt Nam năm 2000 tiếp tục có những điều khoản tiến bộ và phù hợp với thông lệ quốc tế về hộ chiếu:
| “ | - Điều 5 Khoản 1. Hộ chiếu Việt Nam là tài sản của Nhà nước Cộng hoà xã hội chủ nghĩa Việt Nam và chỉ cấp cho công dân Việt Nam. - Điều 6 Hộ chiếu phổ thông cấp cho mọi công dân Việt Nam. | ” |

Các quy định hiện hành về hộ chiếu được xác định bởi hai văn bản Nghị định Số 136/2007/NĐ-CP Về xuất cảnh, nhập cảnh của công dân Việt Nam và Nghị định Số 94/2015/NĐ-CP sửa đổi, bổ sung một số điều của Nghị định số 136/2007/NĐ-CP ngày 17 tháng 8 năm 2007 về xuất cảnh, nhập cảnh của công dân Việt Nam. Hộ chiếu Việt Nam hiện nay được sản xuất theo tiêu chuẩn của Tổ chức Hàng không dân dụng quốc tế (ICAO) có dòng mã để dùng máy đọc tại các cửa khẩu quốc tế.

## Các loại hộ chiếu Việt Nam

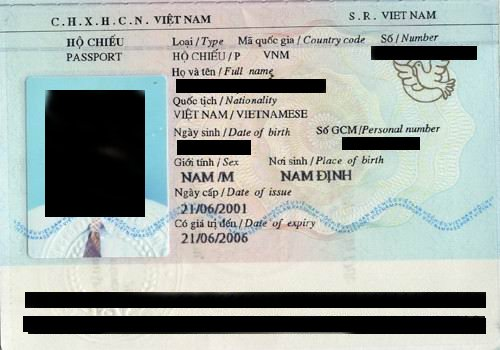
Trang thông tin cá nhân của một quyển hộ chiếu phổ thông cấp năm 2001

Các quy định hiện hành về hộ chiếu quốc gia bao gồm: hộ chiếu phổ thông, hộ chiếu công vụ, hộ chiếu ngoại giao được liệt kê lần lượt dưới đây

### Hộ chiếu phổ thông
Hộ chiếu phổ thông có giá trị không quá 10 năm tính từ ngày cấp và không được gia hạn. Hộ chiếu phổ thông cấp cho mọi công dân Việt Nam.
Hộ chiếu phổ thông cấp cho trẻ em dưới 14 tuổi có giá trị không quá 5 năm tính từ ngày cấp và không được gia hạn. Trẻ em dưới 9 tuổi được cấp chung vào hộ chiếu phổ thông của cha hoặc mẹ nếu có đề nghị của cha hoặc mẹ trẻ em đó. Trong trường hợp này, hộ chiếu có giá trị không quá 5 năm tính từ ngày cấp và không được gia hạn.

### Hộ chiếu công vụ
Hộ chiếu công vụ có giá trị không quá 5 năm tính từ ngày cấp, được gia hạn 1 lần, tối đa không quá 3 năm. Việc gia hạn phải thực hiện trước khi hộ chiếu hết hạn ít nhất 30 ngày. Hộ chiếu công vụ cấp cho công dân Việt Nam thuộc diện sau đây, được cơ quan có thẩm quyền cử ra nước ngoài thực hiện nhiệm vụ thuộc chức năng của cơ quan đó.

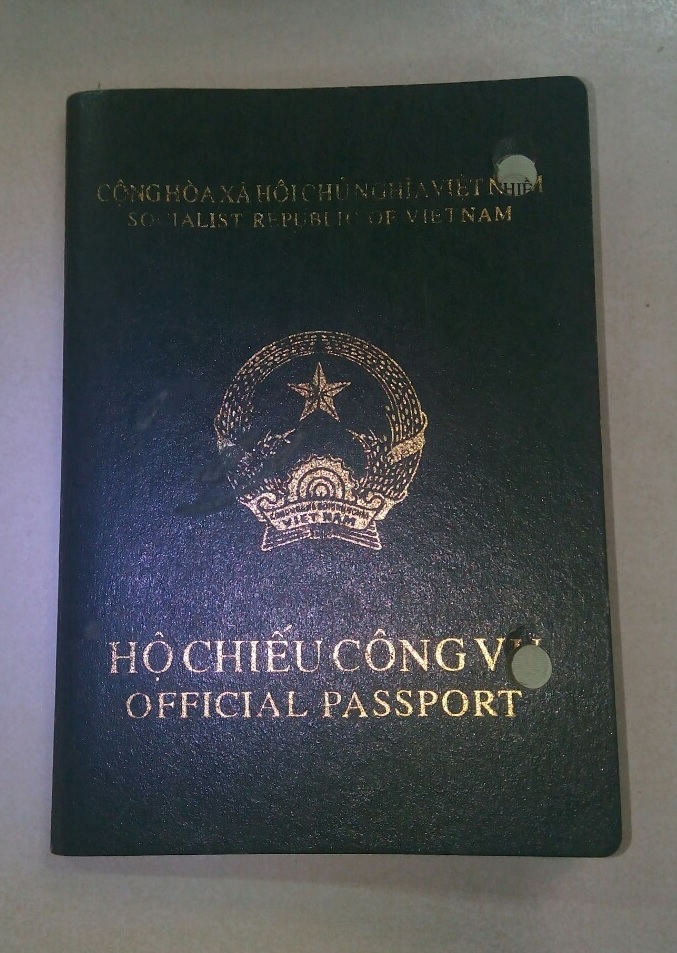
Hộ chiếu công vụ đã dập lỗ sau khi hết hạn

| 1. Cán bộ, công chức, viên chức quản lý, hưởng lương từ ngân sách nhà nước hoặc được bảo đảm từ quỹ lương của đơn vị sự nghiệp công lập theo quy định của pháp luật, đang làm việc tại cơ quan, tổ chức, đơn vị dưới đây: a) Thuộc Đảng Cộng sản Việt Nam: - Ban Bí thư Trung ương Đảng; - Các Ban trực thuộc Trung ương Đảng; - Văn phòng Trung ương Đảng; - Các cơ quan khác do Bộ Chính trị, Ban Bí thư, Ban Chấp hành Trung ương Đảng quyết định thành lập; - Tỉnh ủy, Thành ủy thuộc Trung ương; Huyện ủy, Quận ủy, Thị ủy, Thành ủy thuộc tỉnh. b) Thuộc Quốc hội: - Ủy ban Thường vụ Quốc hội; - Hội đồng Dân tộc của Quốc hội; - Các Ủy ban của Quốc hội; - Các Ban, Viện của Ủy ban Thường vụ Quốc hội; - Văn phòng Quốc hội; - Kiểm toán Nhà nước. c) Văn phòng Chủ tịch nước. d) Thuộc Chính phủ: Các Bộ, cơ quan ngang Bộ, cơ quan thuộc Chính phủ và các tổ chức khác do Chính phủ, Thủ tướng Chính phủ thành lập. đ) Tòa án nhân dân các cấp (cấp Trung ương, cấp tỉnh, cấp huyện). e) Viện Kiểm sát nhân dân các cấp (cấp Trung ương, cấp tỉnh, cấp huyện). g) Thuộc cơ quan nhà nước ở địa phương: - Văn phòng Đoàn đại biểu Quốc hội; - Hội đồng nhân dân cấp tỉnh, cấp huyện; - Ủy ban nhân dân cấp tỉnh, cấp huyện. h) Trong các cơ quan, đơn vị Quân đội nhân dân và Công an nhân dân. i) Trong các cơ quan của Ủy ban Mặt trận Tổ quốc Việt Nam cấp Trung ương, cấp tỉnh, cấp huyện. k) Trong các cơ quan của tổ chức chính trị - xã hội: - Tổng Liên đoàn Lao động Việt Nam, Công đoàn ngành trung ương và Công đoàn các tổng công ty trực thuộc Tổng liên đoàn, Liên đoàn lao động cấp tỉnh và Liên đoàn lao động cấp huyện; - Hội Nông dân Việt Nam cấp Trung ương, cấp tỉnh, cấp huyện; - Đoàn Thanh niên Cộng sản Hồ Chí Minh cấp Trung ương, cấp tỉnh, cấp huyện; - Hội Liên hiệp phụ nữ Việt Nam cấp Trung ương, cấp tỉnh, cấp huyện; - Hội Cựu chiến binh Việt Nam cấp Trung ương, cấp tỉnh, cấp huyện. l) Người được cấp có thẩm quyền của Đảng, Nhà nước luân chuyển sang giữ chức vụ chủ chốt tại các hội mà vẫn xác định là công chức. m) Cán bộ, công chức ở xã, phường, thị trấn. n) Cán bộ, công chức, thành viên của Văn phòng Hội đồng chính sách Khoa học và Công nghệ quốc gia. | o) Công chức, viên chức quản lý của đơn vị sự nghiệp công lập: - Người đứng đầu, cấp phó của người đứng đầu của đơn vị sự nghiệp công lập; người giữ chức vụ cấp trưởng, cấp phó tổ chức cấu thành đơn vị sự nghiệp công lập thuộc Bộ Chính trị, Ban Bí thư, Ủy ban Thường vụ Quốc hội, Chính phủ; - Người đứng đầu, cấp phó của người đứng đầu của đơn vị sự nghiệp công lập; người giữ chức vụ cấp trưởng, cấp phó tổ chức cấu thành đơn vị sự nghiệp công lập thuộc các Ban và cơ quan tương đương của Trung ương Đảng, Văn phòng Chủ tịch nước, Văn phòng Quốc hội, Kiểm toán Nhà nước, Tòa án nhân dân tối cao, Viện Kiểm sát nhân dân tối cao; Bộ, cơ quan ngang Bộ, cơ quan thuộc Chính phủ, Thủ tướng Chính phủ; Trung ương Mặt trận Tổ quốc Việt Nam và cơ quan Trung ương các tổ chức chính trị - xã hội; - Người đứng đầu, cấp phó của người đứng đầu của đơn vị sự nghiệp công lập; người giữ chức vụ cấp trưởng, cấp phó tổ chức cấu thành đơn vị sự nghiệp công lập thuộc Tổng cục, Cục và tương đương trực thuộc Bộ, cơ quan ngang Bộ; tỉnh ủy, thành ủy; Ủy ban nhân dân cấp tỉnh; Ủy ban Mặt trận Tổ quốc Việt Nam và tổ chức chính trị - xã hội cấp tỉnh; - Người đứng đầu đơn vị sự nghiệp công thuộc huyện ủy, quận ủy, thị ủy, thành ủy thuộc tỉnh ủy; cơ quan chuyên môn thuộc Ủy ban nhân dân cấp tỉnh, Ủy ban nhân dân cấp huyện; - Người giữ các vị trí việc làm gắn với nhiệm vụ quản lý nhà nước trong đơn vị sự nghiệp công lập được giao thực hiện nhiệm vụ quản lý nhà nước. 2. Sĩ quan, quân nhân chuyên nghiệp trong Quân đội nhân dân và Công an nhân dân. 3. Nhân viên cơ quan đại diện của Việt Nam ở nước ngoài; phóng viên thông tấn và báo chí nhà nước của Việt Nam thường trú ở nước ngoài. 4. Vợ hoặc chồng, con dưới 18 tuổi của những người nêu tại Khoản 3 Điều này đi theo hoặc đi thăm những người này trong nhiệm kỳ công tác. Hộ chiếu công vụ cấp cho con dưới 18 tuổi của nhân viên cơ quan đại diện của Việt Nam ở nước ngoài, phóng viên thông tấn và báo chí nhà nước của Việt Nam thường trú ở nước ngoài có thời hạn từ 1 đến 5 năm tính từ ngày cấp cho đến khi người con đó đủ 18 tuổi và không được gia hạn. Hộ chiếu công vụ không cấp cho những người được cử đi học tập ở nước ngoài với thời hạn trên 6 tháng. |

### Hộ chiếu ngoại giao
Hộ chiếu ngoại giao có giá trị không quá 5 năm tính từ ngày cấp, được gia hạn một lần, tối đa không quá 3 năm. Việc gia hạn phải thực hiện trước khi hộ chiếu hết hạn ít nhất 30 ngày.
Hộ chiếu ngoại giao cấp cho công dân Việt Nam thuộc diện sau đây được cơ quan có thẩm quyền của Việt Nam cử hoặc quyết định cho ra nước ngoài, phù hợp với tính chất của chuyến đi.
| 1. Thuộc Đảng Cộng sản Việt Nam: - Tổng Bí thư, Ủy viên Bộ Chính trị, Bí thư Trung ương Đảng, Ủy viên Ban Chấp hành Trung ương Đảng, Ủy viên dự khuyết Ban Chấp hành Trung ương Đảng; - Các vị nguyên là Tổng Bí thư, Ủy viên Bộ Chính trị, Bí thư Trung ương Đảng; - Chủ nhiệm, Phó Chủ nhiệm, Ủy viên Ủy ban Kiểm tra Trung ương Đảng; - Bí thư, Phó Bí thư Tỉnh ủy, Thành ủy các tỉnh, thành phố trực thuộc Trung ương; - Trưởng ban, Phó Trưởng ban các Ban trực thuộc Ban Chấp hành Trung ương Đảng; Chánh Văn phòng, Phó Chánh Văn phòng Trung ương Đảng; - Người đứng đầu, cấp phó của người đứng đầu các cơ quan do Bộ Chính trị, Ban Bí thư, Ban Chấp hành Trung ương Đảng quyết định thành lập. - Bí thư, Phó Bí thư Đảng ủy khối các cơ quan Trung ương, khối doanh nghiệp Trung ương; - Đặc phái viên, trợ lý, thư ký của Tổng Bí thư Ban Chấp hành Trung ương Đảng; - Trợ lý ủy viên Bộ Chính trị. 2. Thuộc Quốc hội: - Chủ tịch, Phó Chủ tịch Quốc hội; Ủy viên Ủy ban Thường vụ Quốc hội; - Các vị nguyên là Chủ tịch, Phó Chủ tịch Quốc hội; - Chủ tịch, Phó Chủ tịch Hội đồng Dân tộc của Quốc hội; - Chủ nhiệm, Phó Chủ nhiệm các Ủy ban của Quốc hội; Chủ nhiệm, Phó Chủ nhiệm Văn phòng Quốc hội; - Tổng kiểm toán, Phó Tổng kiểm toán Nhà nước; - Trưởng ban, Phó Trưởng các Ban của Ủy ban Thường vụ Quốc hội; - Đại biểu Quốc hội; - Trợ lý, Thư ký của Chủ tịch Quốc hội. 3. Thuộc Chủ tịch nước: - Chủ tịch, Phó Chủ tịch nước; - Các vị nguyên là Chủ tịch, Phó Chủ tịch nước; - Chủ nhiệm, Phó Chủ nhiệm Văn phòng Chủ tịch nước; - Đặc phái viên, Trợ lý, Thư ký của Chủ tịch nước. | 4. Thuộc Chính phủ: - Thủ tướng, Phó Thủ tướng Chính phủ, các vị nguyên là Thủ tướng, Phó Thủ tướng Chính phủ; - Bộ trưởng, Thủ trưởng cơ quan ngang Bộ, Thủ trưởng cơ quan thuộc Chính phủ; Thứ trưởng, Phó Thủ trưởng cơ quan ngang Bộ, Phó Thủ trưởng cơ quan thuộc Chính phủ; - Tổng cục trưởng và Thủ trưởng cơ quan nhà nước tương đương cấp Tổng cục; sĩ quan có cấp hàm từ Thiếu tướng, Chuẩn đô đốc Hải quân trở lên đang phục vụ trong Quân đội nhân dân và Công an nhân dân; - Đặc phái viên, trợ lý, thư ký của Thủ tướng Chính phủ; - Chủ tịch, Phó Chủ tịch, Thư ký Phân ban Việt Nam trong Ủy ban Hợp tác liên Chính phủ Việt Nam và nước ngoài. 5. Chánh án, Phó Chánh án Tòa án nhân dân tối cao. 6. Viện trưởng, Phó Viện trưởng Viện Kiểm sát nhân dân tối cao. 7. Thuộc cơ quan nhà nước ở địa phương: - Chủ tịch, Phó Chủ tịch Hội đồng nhân dân tỉnh, thành phố trực thuộc Trung ương; - Chủ tịch, Phó Chủ tịch Ủy ban nhân dân tỉnh, thành phố trực thuộc Trung ương. 8. Chủ tịch, Phó Chủ tịch, Tổng thư ký, Ủy viên Ban thường trực Ủy ban Trung ương Mặt trận Tổ quốc Việt Nam. 9. Thuộc các tổ chức chính trị - xã hội ở Trung ương: - Chủ tịch, Phó Chủ tịch Tổng Liên đoàn Lao động Việt Nam; - Chủ tịch, Phó Chủ tịch Hội Nông dân Việt Nam; - Chủ tịch, Phó Chủ tịch Hội Liên hiệp phụ nữ Việt Nam; - Chủ tịch, Phó Chủ tịch Hội Cựu chiến binh Việt Nam; - Bí thư thứ nhất, Bí thư thường trực Trung ương Đoàn Thanh niên Cộng sản Hồ Chí Minh. 10. Những người đang phục vụ trong ngành ngoại giao đã được phong hàm ngoại giao hoặc giữ các chức vụ từ Phó Tùy viên quốc phòng trở lên tại cơ quan đại diện ngoại giao, phái đoàn thường trực tại các tổ chức quốc tế liên Chính phủ và từ chức vụ Tùy viên lãnh sự trở lên tại cơ quan lãnh sự của Việt Nam ở nước ngoài. 11. Giao thông viên ngoại giao, giao thông viên lãnh sự. 12. Vợ hoặc chồng của những người thuộc diện quy định tại các khoản 1, khoản 2, khoản 3, khoản 4, khoản 5, khoản 6, khoản 7, khoản 8 và khoản 9 Điều này cùng đi theo hành trình công tác; vợ hoặc chồng, con dưới 18 tuổi của những người thuộc diện quy định tại khoản 10 Điều này cùng đi theo hoặc đi thăm những người này trong nhiệm kỳ công tác. 13. Trong trường hợp cần thiết, căn cứ vào yêu cầu đối ngoại hoặc lễ tân nhà nước và tính chất chuyến đi công tác, Bộ trưởng Bộ Ngoại giao thực hiện việc cấp hộ chiếu ngoại giao theo chỉ đạo của Thủ tướng Chính phủ hoặc xét quyết định cấp hộ chiếu ngoại giao theo đề nghị của cơ quan có thẩm quyền của Việt Nam. Hộ chiếu ngoại giao cấp cho con dưới 18 tuổi của những người thuộc diện quy định có thời hạn từ 1 đến 5 năm tính từ ngày cấp cho đến khi người con đó đủ 18 tuổi và không được gia hạn. Hộ chiếu ngoại giao không cấp cho những người được cử đi học tập ở nước ngoài với thời hạn trên 6 tháng. |

## Các giấy tờ đi lại khác

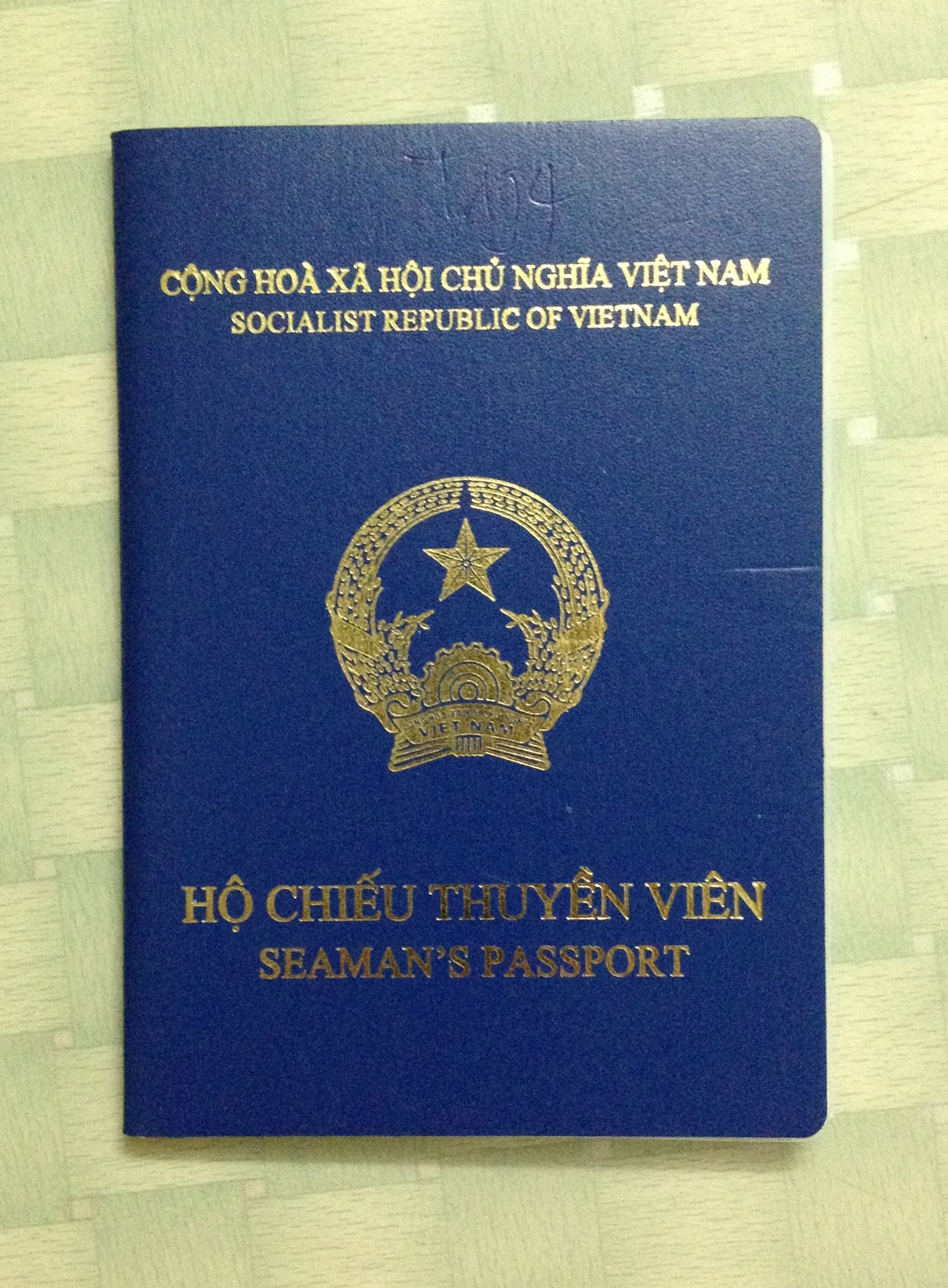
Hộ chiếu thuyền viên

Ngoài Hộ chiếu quốc gia, trong một số trường hợp, công dân Việt Nam còn có thể được cấp một số loại giấy tờ đi lại quốc tế khác bao gồm:
- Hộ chiếu thuyền viên

Hộ chiếu thuyền viên cấp cho công dân Việt Nam là thuyền viên để xuất nhập cảnh theo tàu biển hoặc phương tiện thủy nội địa hoạt động tuyến quốc tế theo quyết định của cơ quan có thẩm quyền thuộc Bộ Giao thông Vận tải.
Hộ chiếu thuyền viên có giá trị không quá 5 năm tính từ ngày cấp. Hộ chiếu thuyền viên được gia hạn một lần, tối đa không quá 3 năm. Việc gia hạn phải thực hiện trước khi hộ chiếu hết hạn ít nhất 30 ngày.
Hiện tại Việt Nam đã ngừng cấp hộ chiếu thuyền viên.
- Giấy thông hành biên giới & Giấy thông hành nhập xuất cảnh

Giấy thông hành biên giới và giấy thông hành nhập xuất cảnh cấp cho công dân Việt Nam qua lại nước có chung biên giới với Việt Nam, theo Điều ước quốc tế giữa Việt Nam với nước đó.
Giấy thông hành biên giới, giấy thông hành nhập xuất cảnh, giấy thông hành hồi hương có giá trị không quá 12 tháng tính từ ngày cấp và không được gia hạn.
- Giấy thông hành hồi hương

Giấy thông hành hồi hương cấp cho công dân Việt Nam định cư ở nước ngoài nhập cảnh về thường trú ở Việt Nam.
- Giấy thông hành

Giấy thông hành cấp cho công dân Việt Nam không định cư ở nước ngoài để nhập cảnh về thường trú ở Việt Nam trong những trường hợp sau đây:
1. Không được nước ngoài cho cư trú.
2. Phải về nước theo yêu cầu của cơ quan có thẩm quyền của Việt Nam mà không có hộ chiếu quốc gia.
3. Có nguyện vọng về nước nhưng không có hộ chiếu quốc gia.

Giấy thông hành có giá trị không quá 6 tháng tính từ ngày cấp và không được gia hạn.

## Quy định về cấp hộ chiếu và giấy tờ xuất nhập cảnh

### Hộ chiếu phổ thông

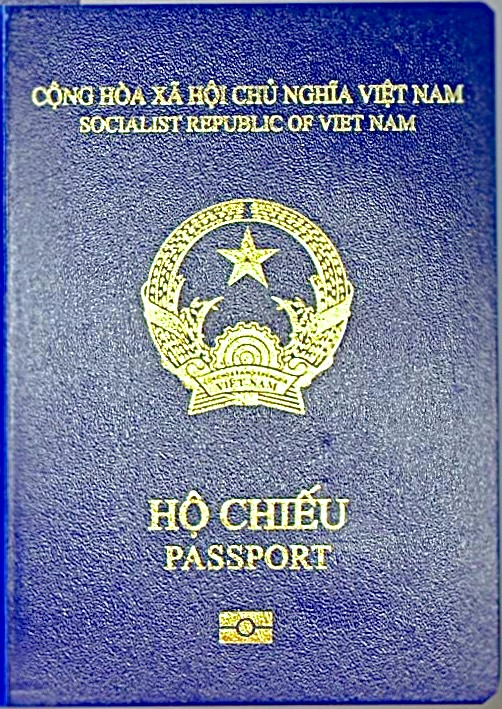
Bìa hộ chiếu Việt Nam phổ thông - bắt đầu từ 1/7/2022

- Công dân Việt Nam ở trong nước đề nghị cấp hộ chiếu phổ thông có thể nộp hồ sơ và nhận kết quả tại cơ quan Quản lý xuất nhập cảnh theo một trong các cách sau đây:
  - Trực tiếp nộp hồ sơ và nhận kết quả tại cơ quan Quản lý xuất nhập cảnh công an tỉnh, thành phố trực thuộc Trung ương nơi thường trú hoặc nơi tạm trú.
  - Gửi hồ sơ qua đường bưu điện đến cơ quan Quản lý xuất nhập cảnh Công an tỉnh, thành phố trực thuộc Trung ương nơi thường trú và đề nghị được nhận kết quả qua đường bưu điện. Việc gửi hồ sơ và nhận kết quả qua đường bưu điện thực hiện theo thủ tục do Bộ Công an và Tập đoàn Bưu chính Viễn thông Việt Nam quy định.
  - Ủy thác cho cơ quan, tổ chức, doanh nghiệp có tư cách pháp nhân trực tiếp nộp hồ sơ và nhận kết quả tại cơ quan Quản lý xuất nhập cảnh Công an tỉnh, thành phố trực thuộc Trung ương nơi thường trú hoặc tại Cục Quản lý xuất nhập cảnh, Bộ Công an. Việc ủy thác thực hiện theo quy định của Bộ Công an.

Trường hợp cấp thiết cần hộ chiếu gấp (do Bộ Công an quy định) người đề nghị có thể nộp hồ sơ và nhận kết quả tại Cục Quản lý xuất nhập cảnh - Bộ Công an.
Hồ sơ đề nghị cấp hộ chiếu (01 bộ):
a) Đối với trường hợp trực tiếp nộp hồ sơ:
- Tờ khai đề nghị cấp hộ chiếu phổ thông theo mẫu quy định.
- Đối với trẻ em dưới 14 tuổi thì cha, mẹ hoặc người giám hộ của trẻ em đó khai và ký vào tờ khai; nếu cha hoặc mẹ có nhu cầu cho con dưới 9 tuổi đi cùng hộ chiếu thì khai chung vào tờ khai của mình. Bản sao giấy khai sinh của trẻ em dưới 14 tuổi.
- Khi nộp hồ sơ phải xuất trình giấy chứng minh nhân dân còn giá trị của người đề nghị cấp hộ chiếu để kiểm tra, đối chiếu; trường hợp ở nơi tạm trú thì xuất trình thêm sổ tạm trú do cơ quan có thẩm quyền cấp.
b) Đối với trường hợp nộp hồ sơ qua đường bưu điện:
- Tờ khai đề nghị cấp hộ chiếu phổ thông theo mẫu quy định, có xác nhận của Trưởng Công an phường, xã, thị trấn nơi đăng ký thường trú.
- Bản chụp giấy chứng minh nhân dân còn giá trị.
Hiện nay Phòng quản lý xuất nhập cảnh Công an Thành phố Hà Nội  Lưu trữ ngày 8 tháng 9 năm 2018 tại Wayback Machine và Phòng quản lý xuất nhập cảnh Công an Thành phố Hồ Chí Minh  Lưu trữ ngày 25 tháng 7 năm 2019 tại Wayback Machine đã có trang mạng đăng ký làm thủ tục cấp Hộ chiếu trực tuyến.
- Công dân Việt Nam đang ở nước ngoài đề nghị cấp hộ chiếu phổ thông thì nộp hồ sơ tại cơ quan đại diện Việt Nam ở nước ngoài.

Hồ sơ gồm:
- Tờ khai đề nghị cấp hộ chiếu theo mẫu quy định;
- Giấy tờ chứng minh có quốc tịch Việt Nam;
- Bản sao giấy khai sinh nếu người đề nghị cấp hộ chiếu dưới 14 tuổi.
Trường hợp cha hoặc mẹ có nhu cầu cho con dưới 14 tuổi đi cùng hộ chiếu thì khai chung vào tờ khai đề nghị cấp hộ chiếu của mình.
Cơ quan đại diện Việt Nam ở nước ngoài trả kết quả cho người đề nghị trong thời hạn không quá 5 ngày làm việc, kể từ ngày nhận hồ sơ.

### Giấy thông hành nhập xuất cảnh

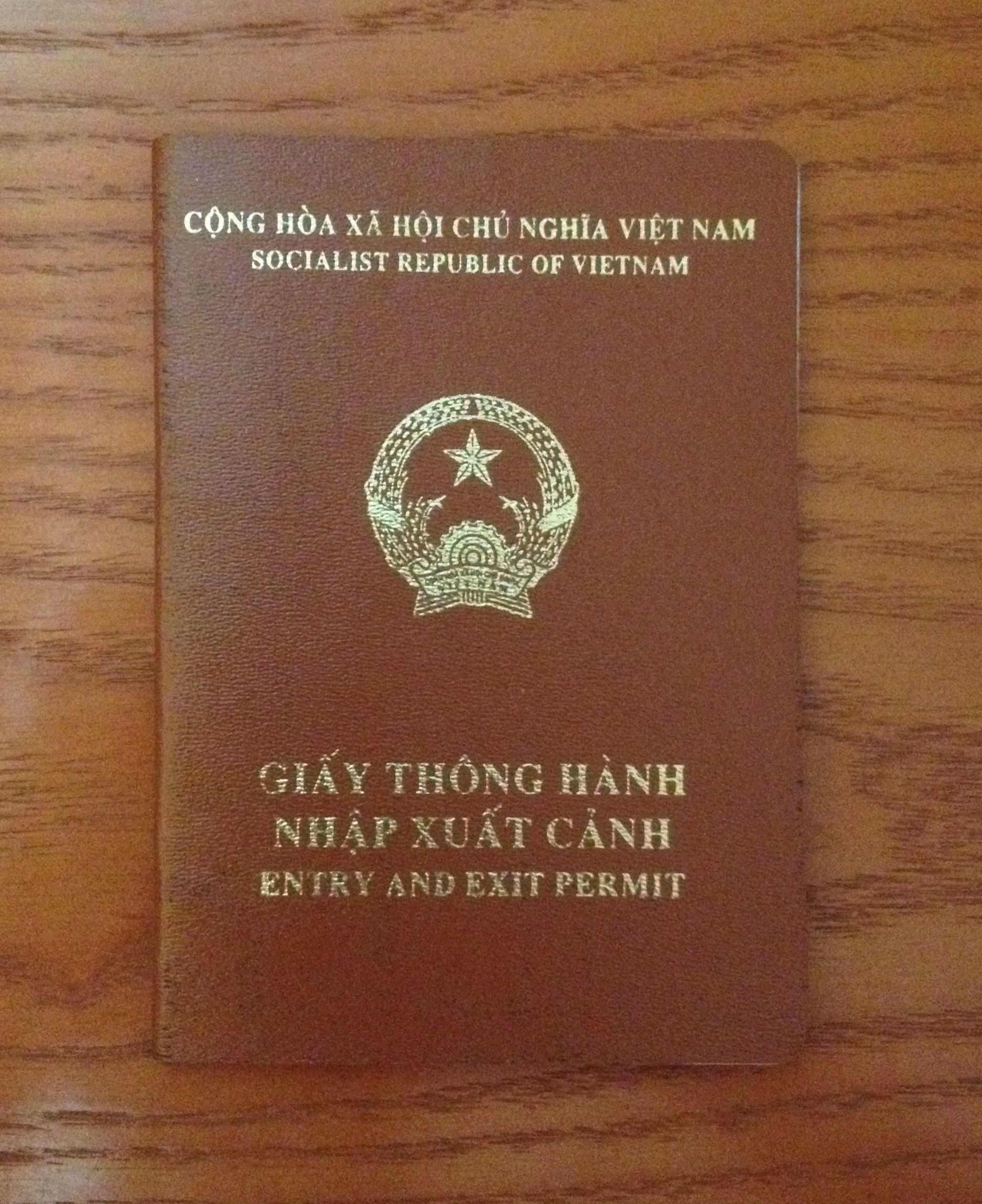
Giấy thông hành nhập xuất cảnh dùng sang các thành phố Trung Quốc giáp biên giới

- Giấy thông hành nhập xuất cảnh cấp cho bất kì công dân Việt Nam nào (đang thường trú tại các tỉnh, thành phố của Việt Nam và không thuộc diện cấm xuất cảnh) có nhu cầu sang các tỉnh, thành phố biên giới của Trung Quốc tiếp giáp Việt Nam để tham quan du lịch hoặc kết hợp giải quyết mục đích riêng khác. Giấy thông hành nhập xuất cảnh không cấp cho công dân Việt Nam thường trú ở nước ngoài về nước có thời hạn.
- Hồ sơ đề nghị cấp giấy thông hành nhập xuất cảnh 01 bộ gồm:[9]

- 01 tờ khai “Đề nghị cấp Giấy thông hành nhập xuất cảnh” theo mẫu;
- 02 ảnh mới chụp, cỡ 4x6cm, mặt nhìn thẳng, đầu để trần, phông nền màu trắng, trong đó 01 ảnh dán vào tờ khai.
- Đối với trẻ em dưới 14 tuổi, tờ khai phải do bố, mẹ hoặc người giám hộ khai và ký thay, nộp kèm theo bản sao giấy khai sinh và bản sao giấy tờ chứng minh quan hệ giữa trẻ em với người giám hộ. Tờ khai phải có xác nhận của Công an xã, phường, thị trấn nơi trẻ em thường trú hoặc tạm trú và đóng dấu giáp lai ảnh.
- Người nộp hồ sơ đề nghị cấp Giấy thông hành nhập xuất cảnh phải xuất trình Giấy chứng minh nhân dân để kiểm tra, đối chiếu.
Trường hợp cấp lại Giấy thông hành nhập xuất cảnh thì phải nộp lại giấy thông hành đã được cấp, nếu giấy đó còn thời hạn.
- Nơi tiếp nhận hồ sơ đề nghị cấp giấy thông hành xuất, nhập cảnh:

- Công dân Việt Nam có nhu cầu cấp Giấy thông hành nhập xuất cảnh, nộp hồ sơ tại Phòng Quản lý xuất nhập cảnh Công an tỉnh biên giới tiếp giáp Trung Quốc. (Cụ thể là Phòng Quản lý xuất nhập cảnh Công an các tỉnh: Quảng Ninh, Lạng Sơn, Cao Bằng, Hà Giang, Lào Cai, Lai Châu, Điện Biên)
- Thời hạn giải quyết thủ tục cấp Giấy thông hành nhập xuất cảnh là 03 ngày làm việc kể từ khi nhận đủ hồ sơ hợp lệ.
- Người được cấp giấy thông hành nhập xuất cảnh phải nộp lệ phí theo quy định của Bộ Tài chính.(50.000 đồng/giấy)
Hiện nay tại các khu vực gần cửa khẩu sang Trung Quốc có các dịch vụ làm giấy thông hành nhập xuất cảnh nhanh chóng, tiện lợi.

## Nội dung trong Hộ chiếu
Hộ chiếu Việt Nam gồm 48 trang và hai trang bìa có ghi chú.
Trang bìa đầu tiên của Hộ chiếu Việt Nam có ghi như sau:
| Hộ chiếu này là tài sản của Nhà nước Cộng hòa xã hội chủ nghĩa Việt Nam và chỉ cấp cho công dân Việt Nam. Hộ chiếu này có giá trị đi đến tất cả các nước trừ khi có quy định khác. Chính phủ nước Cộng hòa Xã hội chủ nghĩa Việt Nam yêu cầu các nhà chức trách có thẩm quyền liên quan cho phép người mang hộ chiếu này được đi lại dễ dàng và được tạo mọi sự giúp đỡ cần thiết. |

và phần dịch sang tiếng Anh là:
| This passport remains the property of Socialist Republic of Vietnam and is issued to a Vietnamese citizen only. This passport is valid for all countries unless otherwise endorsed. The Government of the Socialist Republic of Vietnam requests all competent authorities concerned to allow the bearer of this passport to pass freely and to afford him/her such assistance and protection as may be necessary. |

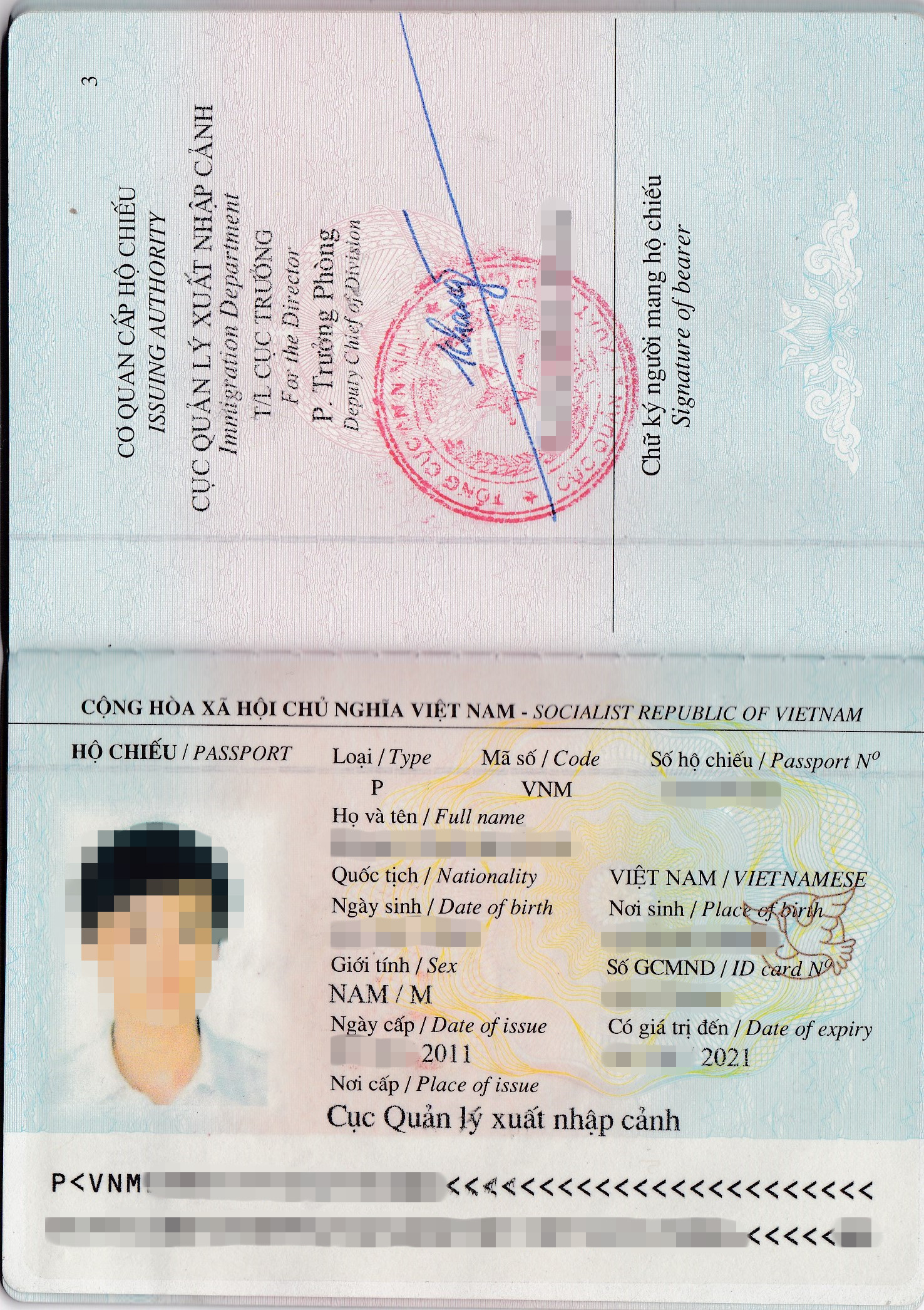
Trang thông tin trên hộ chiếu Việt Nam phổ thông cấp năm 2011

Trang thứ hai là trang cung cấp thông tin nhận dạng, gồm ảnh và các thông tin như sau
1. Loại (hộ chiếu)
2. Mã số (quốc gia)
3. Số hộ chiếu
4. Họ
5. Chữ đệm và tên
6. Quốc tịch
7. Ngày sinh
8. Giới tính
9. Nơi sinh
10. Số ĐDCN, CMND
11. Ngày cấp
12. Ngày hết hạn
13. Dòng mã để máy đọc

## Hộ chiếu điện tử
Năm 2010, Thủ tướng Chính phủ đã phê duyệt Đề án Sản xuất và phát hành hộ chiếu điện tử Việt Nam nhằm cải cách hành chính trong công tác quản lý xuất nhập cảnh của cán bộ, công chức, công dân. Thời gian thực hiện Đề án: 4 năm, chia 2 giai đoạn:
a) Giai đoạn I (2 năm, từ tháng 01 năm 2011 đến tháng 12 năm 2012): đầu tư cho sản xuất và phát hành hộ chiếu điện tử ở trong nước.
b) Giai đoạn II (2 năm, từ tháng 01 năm 2013 đến tháng 12 năm 2014): đầu tư cho mở rộng phát hành hộ chiếu điện tử ra các cơ quan đại diện Việt Nam ở nước ngoài và triển khai việc kiểm soát hộ chiếu điện tử tại các cửa khẩu.
Tuy nhiên đến nay vẫn chưa hề có một thông tin nào về việc phát hành Hộ chiếu điện tử Việt Nam hay việc hủy bỏ đề án được Bộ Công an công bố. Chỉ có một số rất ít cơ quan báo chí đã lên tiếng về vấn đề này.
c) Việt Nam chuẩn bị chuyển sang sử dụng hộ chiếu gắn chip điện tử, nâng tầm cuốn hộ chiếu với công nghệ tiên tiến. Cụ thể, các công dân Việt Nam khi đủ 14 tuổi có quyền chọn hộ chiếu gắn chíp điện tử. Riêng các công dân dưới 14 tuổi vẫn sẽ sử dụng hộ chiếu phổ thông mà không có gắn chíp. Hình thức hộ chiếu mới này sẽ được áp dụng từ 01/07/2020 tới. Loại hộ chiếu này không bắt buộc mà tùy thuộc vào lựa chọn của những người xuất nhập cảnh có nhu cầu hay không. Với hộ chiếu có gắn chíp, các nội dung về cá nhân sở hữu sẽ được mã hóa vào chíp, bao gồm cả chữ ký số của người cấp. Điều này không chỉ thuận lợi hơn cho công dân trong việc làm thủ tục xuất nhập cảnh, mà còn tạo điều kiện cho việc xét cấp thị thực, nhập các nước dễ dàng hơn.
Từ ngày 14/08/2021, công dân Việt Nam được cấp hộ chiếu gắn chip điện tử. Trong đó, hộ chiếu gắn chip điện tử phổ thông sẽ được chuyển từ màu xanh lá đậm sang màu xanh tím, bên trong được in chìm các hình ảnh cảnh đẹp của Việt Nam.

## Tranh cãi

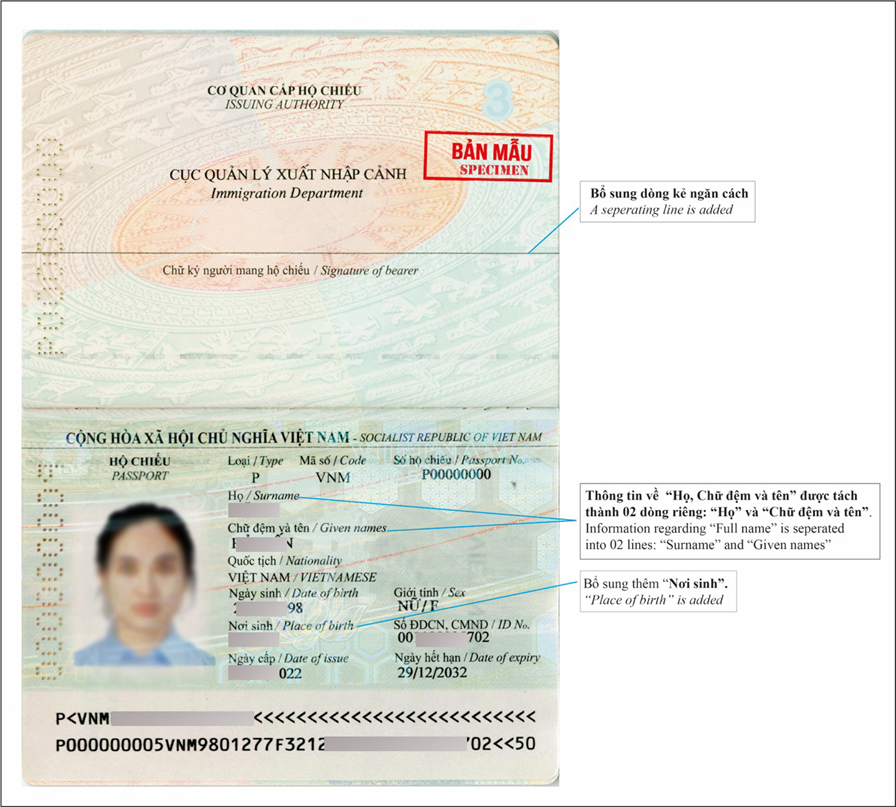
Phiên bản hộ chiếu đã được "cập nhật" và phát hành từ đầu năm 2023 với một số thay đổi về thiết kế, bố trí và đáng lưu tâm nhất là sự trở lại của phần "nơi sinh".

Từ tháng 7 năm 2022, Cục Quản lý Xuất nhập cảnh (Bộ Công an) cấp hộ chiếu phổ thông không gắn chip theo mẫu mới cho người dân. Mẫu hộ chiếu này có 50 trang bao gồm 2 trang bìa màu tím than. Bộ Công an nhấn mạnh mẫu hộ chiếu phổ thông loại mới có nhiều cải tiến hơn so với mẫu cũ về trang trí, kỹ thuật và mức độ bảo mật. Ngoài ra, những địa danh nổi tiếng, đặc trưng nhất của Việt Nam như đền Hùng, vịnh Hạ Long, cố đô Huế, phố cổ Hội An, thánh địa Mỹ Sơn, bến cảng Nhà Rồng, cột cờ Lũng Cú... được in lên các trang bên trong hộ chiếu.
Tuy nhiên hộ chiếu mới không ghi nơi sinh ở dạng chữ như hộ chiếu cũ. Để tra nơi sinh phải tra cứu 3 chữ số đầu trong số định danh cá nhân trong bảng mã tỉnh thành. Do đó một số quốc gia đã tạm dừng cấp thị thực và/hoặc từ chối nhập cảnh cho người có hộ chiếu Việt Nam mẫu mới:
| Quốc gia    | Thời gian tạm dừng      | Lí do                         | Hướng giải quyết                            | Nguồn                       |
| ----------- | ----------------------- | ----------------------------- | ------------------------------------------- | --------------------------- |
| Đức         | 27 tháng 7 - 15 tháng 8 | Không có mục nơi sinh rõ ràng | Phải bổ sung nơi sinh vào phần bị chú       | [ 15 ] [ 16 ] [ 17 ]        |
| Tây Ban Nha | 1 tháng 8 - 8 tháng 8   | Không có mục nơi sinh rõ ràng | Phải đi kèm chứng minh thư hoặc căn cước    | [ 18 ] [ 19 ] [ 20 ] [ 21 ] |
| Séc         | 2 tháng 8 - 7 tháng 9   | Không có mục nơi sinh rõ ràng | Phải bổ sung nơi sinh vào trang số 4 hoặc 5 | [ 22 ] [ 23 ] [ 24 ]        |
| Phần Lan    | 11 tháng 8 - 3 tháng 9  | Không có mục nơi sinh rõ ràng | Phải bổ sung nơi sinh vào phần bị chú       | [ 25 ] [ 26 ] [ 27 ]        |

Ngoài ra Hoa Kỳ, Pháp, Bỉ, Hà Lan, Luxembourg yêu cầu người xin thị thực phải dùng hộ chiếu có bổ sung thông tin nơi sinh.